# Arenaria runemarkii
Arenaria runemarkii är en nejlikväxtart som beskrevs av D. Phitos. Arenaria runemarkii ingår i släktet narvar, och familjen nejlikväxter. Inga underarter finns listade i Catalogue of Life.